# ダグラス郡 (ネバダ州)
ダグラス郡（英: Douglas County）は、アメリカ合衆国ネバダ州北西部に位置する郡である。人口は4万9488人（2020年）。法人化された都市は皆無であり、郡庁所在地は国勢調査指定地域のミンデンである。

## 歴史
ダグラス郡にはネバダ州で初めての定住入植地がある。ジェノアの町は1851年に、カリフォルニア州に向かう途上にある開拓者に商品を販売するモルモン教徒商人によって最初に入植された。郡名はスティーブン・ダグラスに因んで名付けられた。ダグラスは1860年アメリカ合衆国大統領選挙に出馬したことと、エイブラハム・リンカーンと討論を重ねたことで著名である。ダグラス郡は1861年にネバダ準州議会によって設立された最初の9郡の1つである。

## 政治
郡庁所在地は当初ジェノアにあったが、1915年に現在のミンデンに移された。
郡政府の業務には、法の執行、道路の維持、建築物の検査およびミンデン・タホ空港の運営が含まれている。
消防と救急医療は、タホ湖周辺はタホ・ダグラス消防地区が、郡の他の部分はイーストフォーク消防救急地区が担当している。

## 地理
ダグラス郡はアメリカ合衆国西部のネバダ州西部にある。カーソン・バレーからシエラネバダ山脈の中に広がり、西はカリフォルニア州に接している。カリフォルニア州とネバダ州に跨るタホ湖の約13.2%が郡内に入っている。州都カーソンシティが北にあり、東はライアン郡である。ダグラス郡はリノ・カーソンシティ・ファーンレイ広域都市圏の中に含まれている。
アメリカ合衆国国勢調査局に拠れば、郡域全面積は738平方マイル (1,911.4 km2)であり、このうち陸地は710平方マイル (1,838.9 km2)、水域は28平方マイル (72.5 km2)で水域率は3.77%である。

### 主要高規格道路
- アメリカ国道50号線
- アメリカ国道395号線
- ネバダ州道28号線
- ネバダ州道88号線
- ネバダ州道206号線
- ネバダ州道207号線
- ネバダ州道208号線
- ネバダ州道756号線

### 隣接する郡
- カーソンシティ - 北
- ライアン郡 - 東
- モノ郡 (カリフォルニア州) - 南東
- アルパイン郡 (カリフォルニア州) - 南
- エルドラド郡 (カリフォルニア州) - 西
- プレイサー郡 (カリフォルニア州) - 北西

### 国立保護地域
- トイヤベ国立の森（部分）

## 人口動態
以下は2000年国勢調査による人口統計データである。
| 基礎データ - 人口: 41,259人 - 世帯数: 16,401 世帯 - 家族数: 11,890 家族 - 人口密度: 22人/km2（58人/mi2） - 住居数: 19,006軒 - 住居密度: 10軒/km5（27/mi2） 人種別人口構成 - 白人: 91.88% - アフリカン・アメリカン: 0.31% - ネイティブ・アメリカン: 1.68% - アジア人: 1.25% - 太平洋諸島系: 0.15% - その他の人種: 2.54% - 混血: 2.19% - ヒスパニック・ラテン系: 7.41% 年齢別人口構成 - 18歳未満: 24.0% - 18-24歳: 5.5% - 25-44歳: 26.4% - 45-64歳: 28.9% - 65歳以上: 15.2% - 年齢の中央値: 42歳 - 性比（女性100人あたり男性の人口） - 総人口: 102.1 - 18歳以上: 100.7 | 世帯と家族（対世帯数） - 18歳未満の子供がいる: 30.7% - 結婚・同居している夫婦: 60.5% - 未婚・離婚・死別女性が世帯主: 8.0% - 非家族世帯: 27.5% - 単身世帯: 20.7% - 65歳以上の老人1人暮らし: 6.6% - 平均構成人数 - 世帯: 2.50人 - 家族: 2.88人 収入と家計 - 収入の中央値 - 世帯: 51,849米ドル - 家族: 57,092米ドル - 性別 - 男性: 40,436米ドル - 女性: 28,762米ドル - 人口1人あたり収入: 27,288米ドル - 貧困線以下 - 対人口: 7.3% - 対家族数: 5.8% - 18歳未満: 9.7% - 65歳以上: 5.3% |

## 町

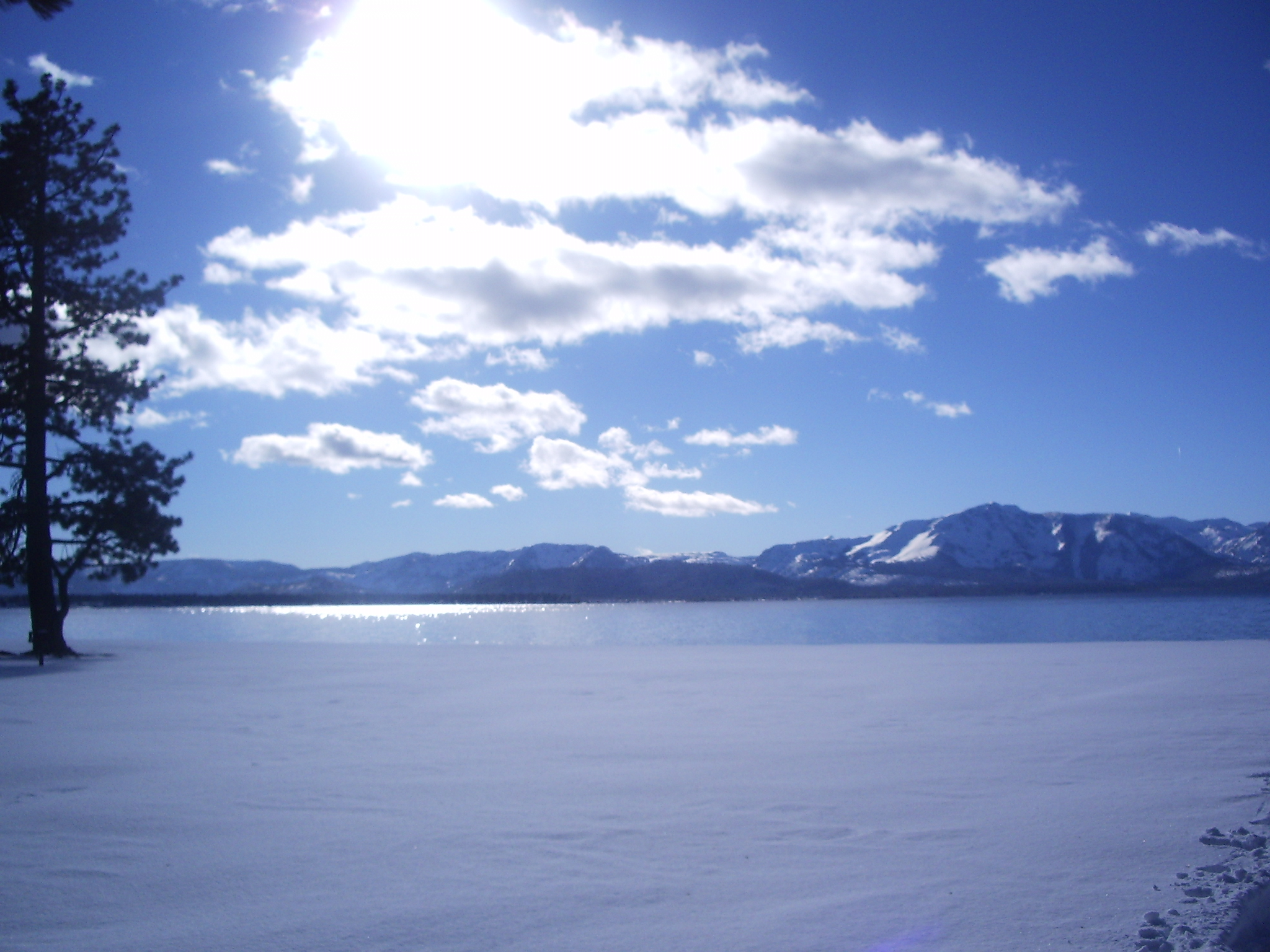
ネバダビーチ

以下のリストで、ジェノアとグレンブルックが未編入領域、その他は国勢調査指定地域である。
- ミンデン（郡庁所在地）
- ガードナービル
- ガードナービルランチョ
- インディアンヒルズ
- ジョンソンレーン
- キングスベリー
- ステートライン
- トパーズ
- ゼファーコーブ・ラウンドヒルビレッジ
- ジェノア
- グレンブルック

## 地区
| - バッケイ - センタービル - ドレスラービル - イーストバレー - フィッシュスプリングス - ホルブルック・ジャンクション - ジャックスバレー - ジョンソンレーン - レイクビレッジ - レイクリッジ | - リンカーンパーク - モッツビル - マウンテンハウス - ルーエンストロース - シェリダン - スカイランド - サミットビレッジ - タホビレッジ - トパーズランチ・エステイツ |

## 教育

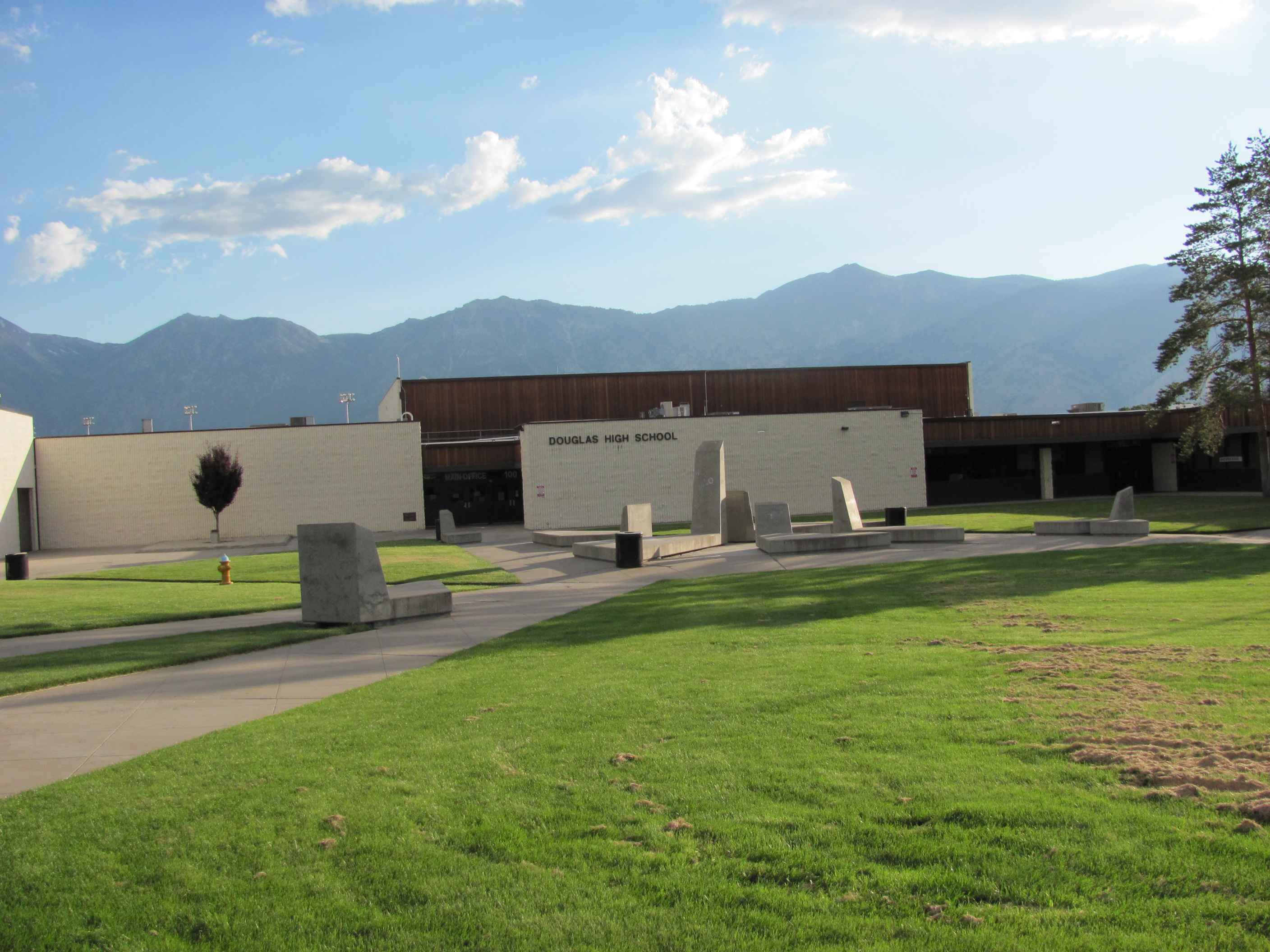
ダグラス高校

ダグラス郡の公共教育はダグラス郡教育学区が管轄している。ダグラス郡全郡を管轄し、2つの主要な地域がある。すなわちタホ湖とカーソン・バレーである。ダグラス高校にはカリフォルニア州アルパイン郡の高校生も通学している。

### タホ湖
- ジョージ・ウィッテル高校
- ゼファーコーブ小学校

### カーソン・バレー
- ダグラス高校
- カーソン・バレー中学校
- パウワル中学校
- ガードナービル小学校
- ミンデン小学校
- ジャックスバレー小学校
- ピニオンヒルズ小学校
- ジーン・L・スカーセリ小学校
- C.C.ミニリー小学校

## ダグラス郡で撮影された映画
- スモーキン・エース/暗殺者がいっぱい、2006年
- Charley Varrick、1973年
- ラスト・シューティスト、1976年、ジョン・ウェインの遺作となった作品
- ミザリー、1990年

## 主要産業
- スターバックス焙煎工場
- ゼネラル・エレクトリック
- パトモント・モーター・ワークス
- ベントリー会社ファミリー